# Navagraha

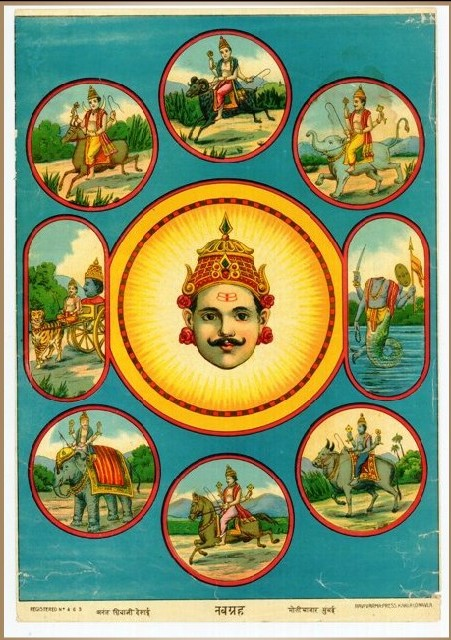
I Navagraha dipinti da Raja Ravi Varma. Al centro Surya.

I Navagraha sono, nell'induismo e nell'astrologia indiana, i nove principali pianeti, oltreché le divinità che li rappresentano. Il termine deriva da nava (sanscrito: नव, "nove") e graha (sanscrito: ग्रह, "pianeta"). Più precisamente, i Navagraha rappresentano i sette principali corpi celesti visibili dalla Terra senza l'ausilio di un telescopio (Sole, Luna, Mercurio, Venere, Marte, Giove, Saturno), più i nodi lunari ascendente e discendente..
Come nella maggior parte delle culture, i nomi dei giorni della settimana corrispondono ai sette principali Navagraha in molte lingue del subcontinente indiano. Inoltre, molti templi induisti hanno un luogo dedicato al loro culto.

## I Navagraha
| No. | Immagine | Nome in sanscrito               | Nome in italiano        | Giorno              |
| --- | -------- | ------------------------------- | ----------------------- | ------------------- |
| 1.  |          | Surya, Ravi                     | Sole                    | Domenica, Ravivār   |
| 2.  |          | Chandra, Soma                   | Luna                    | Lunedì, Somavār     |
| 3.  |          | Mangala, Angaraka, Deva Karali  | Marte                   | Martedì, Mangalavār |
| 4.  |          | Budha, Soumya                   | Mercurio                | Mercoledì, Budhavār |
| 5.  |          | Brhaspati, Guru                 | Giove                   | Giovedì, Guruvār    |
| 6.  |          | Shukra, Shukracharya            | Venere                  | Venerdì, Shukravār  |
| 7.  |          | Shani, Sanaischara, Shaneshwara | Saturno                 | Sabato, Shanivār    |
| 8.  |          | Rahu                            | Nodo lunare ascendente  |                     |
| 9.  |          | Ketu                            | Nodo lunare discendente |                     |